# Włodzimierz Łesyk
Włodzimierz Łesyk (ur. 8 listopada 1921 w Krakowie, zm. 17 maja 1987 tamże) – szopkarz krakowski, działacz Związku Bojowników o Wolność i Demokrację, odznaczony Krzyżem Kawalerskim Orderu Odrodzenia Polski, Złotą odznaką „Za zasługi dla Ziemi Krakowskiej”, Złotą Odznaką „Za pracę społeczną dla m. Krakowa”, Medalem 40-lecia Polski Ludowej oraz wieloma odznaczeniami wojskowymi.
W konkursie szopek krakowskich uczestniczył w latach 1961–1986. Laureat pierwszych nagród w roku 1974, 1975 i 1977, oraz wielu nagród drugich i trzecich. Jego dzieła znajdują się w kolekcji Muzeum Historycznego Miasta Krakowa i były prezentowane na wielu wystawach w kraju i za granicą.